# Joshua Hong
Hong Ji-soo (Los Ángeles, California, 30 de diciembre de 1995), conocido como Joshua Hong o Joshua, es un cantante y bailarín surcoreano-estadounidense. Es miembro de la boyband surcoreana Seventeen, donde forma parte de la unidad vocal.

## Biografía
Nacido el 30 de diciembre de 1995 en Los Ángeles, California, Estados Unidos siendo hijo único y de padres coreanos. Domina el inglés y el coreano. 
Desde una edad temprana fue influenciado por el Cristianismo, a eso se debe su nombre Joshua, por el personaje bíblico del Antiguo Testamento. Aprendió a tocar la guitarra de manera autodidacta y formó parte del coro de la iglesia cuando vivía en Estados Unidos.
Fue reclutado por un mánager de Pledis Entertainment un festival coreano al que asistió en Los Ángeles, donde tocó la guitarra. El mánager de la compañía lo observó durante un mes y luego logró que audicionara a distancia debido al gran potencial que vio en él.
Joshua se trasladó a Corea a finales de 2012 para empezar su entrenamiento en dicha empresa. Tres meses antes de debutar regresó a Estados Unidos para recibir su diploma de graduación de la secundaria en su ciudad natal.

## Carrera

### Debut
El 26 de mayo de 2015, Joshua debutó oficialmente en el nuevo grupo de Pledis Entertainment llamado Seventeen y es parte de la unidad Vocal del grupo junto a Seungkwan, DK, Jeong Han y Woozi.

### Participación en OST para Dramas
En 2018 fue parte del OST del drama "A-Teen" llamándose la canción del mismo nombre del drama. En esta canción también participaron Hoshi, Woozi, Vernon y Dino.
Para el 2021 participó del OST del drama Chino "Falling Into Your Smile" con la canción llamada "Warrior". En esta participaron Jun, The8, Mingyu y Vernon.

### Colaboraciones
El 17 de septiembre del 2020 se lanzó la canción "17" siendo esta una colaboración con el cantante Pink Sweat$ y su compañero de grupo DK.

### Composiciones
- AH! LOVE | Junto a Woozi, BUMZU, S.Coups y Jeong Han
- Falling for U | Junto a Jeong Han
- JUST (Eng Ver.)
- Rocket | Junto a Vernon, Woozi, NATHAN
- We Gonna Make It Shine (2017 ver.)
- 2 MINUS 1 | Junto a Woozi, BUMZU, Vernon y Hey Farmer

## Filmografía

### Series de televisión
| Año  | Título   | Personaje           | Red                   | Notas              |
| ---- | -------- | ------------------- | --------------------- | ------------------ |
| 2019 | A-TEEN 2 | Amigo de Ryu Joo-ha | Naver TV Cast, V LIVE | ep. #7 (serie web) |